# Екатепек де Морелос
Екатепек де Морелос (на испански: Ecatepec de Morelos) е град в щата Мексико в едноименната държава Мексико. Сан Кристобал Екатепек е с население от 1 655 015 жители (по данни от 2010 г.). Намира се на 2250 м надморска височина.